# Sport-BH

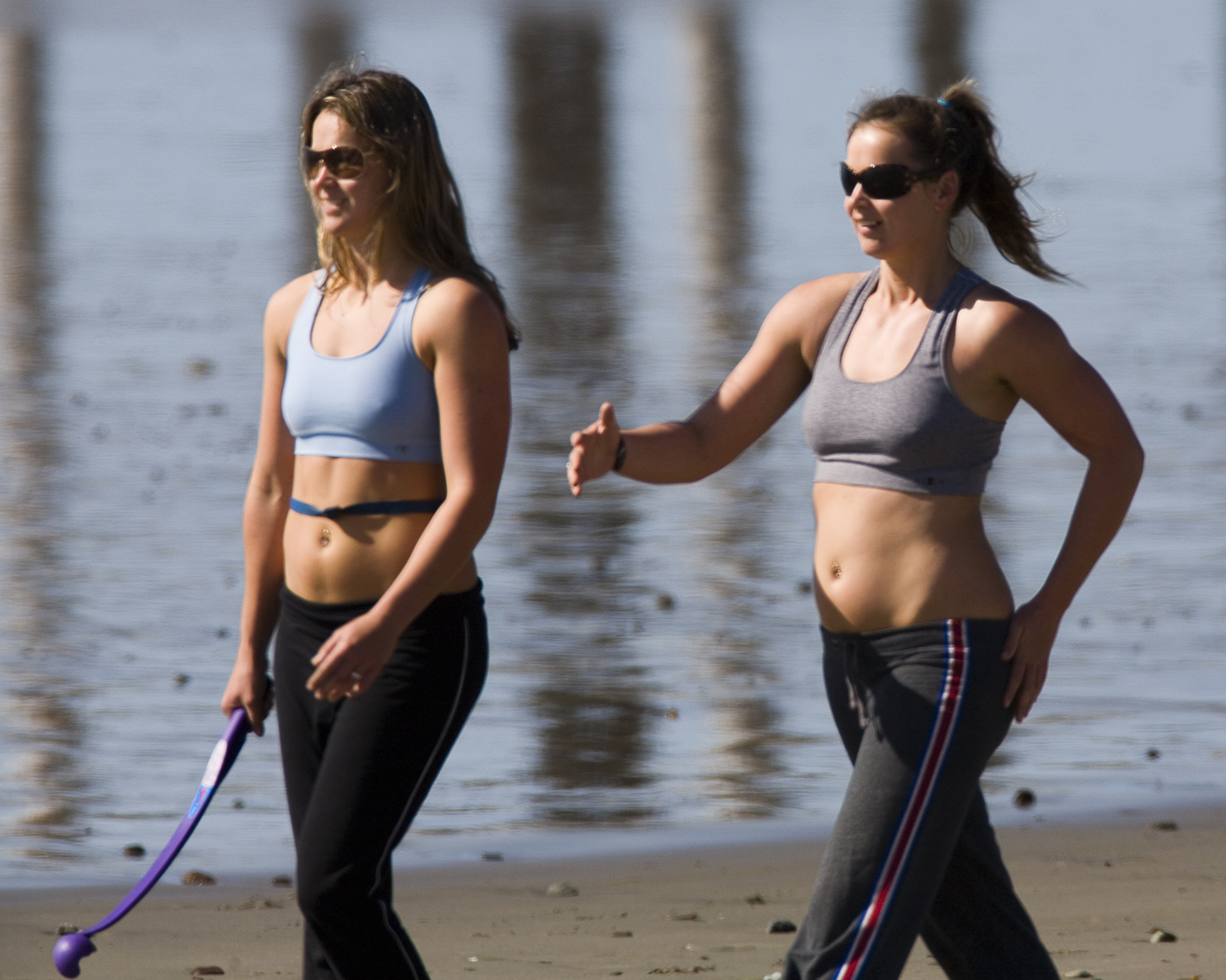
Sport-BH

En sport-BH eller sportbehå är en BH vars funktion är att hålla brösten på plats under fysiska aktiviteter där det finns risk för alltför kraftig rörelse av brösten. Därför är sport-behåar fastare än vanliga behåar och erbjuder mer stöd för bysten, vilket minskar risker för skador på ligament i bröstet under övningar med mycket rörelse, till exempel joggning.
Sport-behåar finns i flera olika utformningar, bland annat används vattenkuddar, silverfiber och luftkuddar i utförandet, men de kan även vara sydda på olika sätt. Det finns till exempel sömlösa behåar och sådana som är sydda i cirkelmönster för att ge olika typer av stöd. Ett av de vanligaste materialen som används till sport-behåar är det väldigt töjbara tyget lycra.